# Copa América de Futsal 2003
La Copa América de Futsal 2003 fue la VIII edición del certamen desde que este se celebra bajo el reglamento de la FIFA. Esta versión del torneo se realizó en Asunción (Paraguay), siendo la primera vez que se desarrolló este evento en dicho país; los partidos se disputaron entre el 26 de agosto y 1 de septiembre de 2003.
El torneo fue organizado por la Confederación Sudamericana de Fútbol (CONMEBOL). Para esta edición participaron las 10 selecciones de futsal de la confederación. El certamen concedió 3 cupos para el Mundial de Futsal de 2004 a disputarse en China Taipéi.
El torneo fue ganado por Argentina que logró vencer a Brasil y Paraguay en la disputa por el título.

## Equipos participantes
Las diez selecciones de futsal miembros de la CONMEBOL participaron en este torneo.
- Argentina
- Bolivia
- Brasil
- Chile
- Colombia
- Ecuador
- Paraguay
- Perú
- Uruguay
- Venezuela

## Primera fase

### Grupo A
| Equipo   | Pts | PJ | PG | PE | PP | GF | GC | Dif |
| -------- | --- | -- | -- | -- | -- | -- | -- | --- |
| Brasil   | 6   | 2  | 2  | 0  | 0  | 15 | 6  | +9  |
| Colombia | 3   | 2  | 1  | 0  | 1  | 8  | 7  | +1  |
| Bolivia  | 0   | 2  | 0  | 0  | 2  | 5  | 15 | -10 |

| 26 de agosto de 2003 | Colombia | 5:2 | Bolivia | Estadio Sol de América, Asunción |  |

| 27 de agosto de 2003 | Brasil | 10:3 | Bolivia | Estadio Sol de América, Asunción |  |

| 28 de agosto de 2003 | Brasil | 5:3 | Colombia | Estadio Sol de América, Asunción |  |

### Grupo B
| Equipo    | Pts | PJ | PG | PE | PP | GF | GC | Dif |
| --------- | --- | -- | -- | -- | -- | -- | -- | --- |
| Argentina | 6   | 2  | 2  | 0  | 0  | 11 | 3  | +8  |
| Venezuela | 3   | 2  | 1  | 0  | 1  | 6  | 9  | -3  |
| Ecuador   | 0   | 2  | 0  | 0  | 2  | 6  | 11 | -5  |

| 26 de agosto de 2003 | Venezuela | 5:4 | Ecuador | Estadio Sol de América, Asunción |  |

| 27 de agosto de 2003 | Argentina | 6:2 | Ecuador | Estadio Sol de América, Asunción |  |

| 28 de agosto de 2003 | Argentina | 5:1 | Venezuela | Estadio Sol de América, Asunción |  |

### Grupo C
| Equipo   | Pts | PJ | PG | PE | PP | GF | GC | Dif |
| -------- | --- | -- | -- | -- | -- | -- | -- | --- |
| Paraguay | 9   | 3  | 3  | 0  | 0  | 24 | 4  | +20 |
| Uruguay  | 6   | 3  | 2  | 0  | 1  | 12 | 6  | +6  |
| Perú     | 3   | 3  | 1  | 0  | 2  | 9  | 12 | -3  |
| Chile    | 0   | 3  | 0  | 0  | 3  | 6  | 30 | -24 |

| 26 de agosto de 2003 | Uruguay | 4:1 | Perú | Estadio Sol de América, Asunción |  |

| 26 de agosto de 2003 | Paraguay | 16:2 | Chile | Estadio Sol de América, Asunción |  |

| 27 de agosto de 2003 | Chile | 3:6 | Perú | Estadio Sol de América, Asunción |  |

| 27 de agosto de 2003 | Paraguay | 4:0 | Uruguay | Estadio Sol de América, Asunción |  |

| 28 de agosto de 2003 | Uruguay | 8:1 | Chile | Estadio Sol de América, Asunción |  |

| 28 de agosto de 2003 | Paraguay | 5:2 | Perú | Estadio Sol de América, Asunción |  |

## Fase final
| Equipo    | Pts | PJ | PG | PE | PP | GF | GC | Dif |
| --------- | --- | -- | -- | -- | -- | -- | -- | --- |
| Argentina | 7   | 3  | 2  | 1  | 0  | 10 | 6  | +4  |
| Brasil    | 6   | 3  | 2  | 0  | 1  | 16 | 6  | +10 |
| Paraguay  | 4   | 3  | 1  | 1  | 1  | 15 | 14 | +1  |
| Uruguay   | 0   | 3  | 0  | 0  | 3  | 9  | 24 | -15 |

| 30 de agosto de 2003 | Brasil | 8:1 | Uruguay | Estadio Sol de América, Asunción |  |

| 30 de agosto de 2003 | Argentina | 2:2 | Paraguay | Estadio Sol de América, Asunción |  |

| 31 de agosto de 2003 | Brasil | 0:1 | Argentina | Estadio Sol de América, Asunción |  |

| 31 de agosto de 2003 | Paraguay | 9:4 | Uruguay | Estadio Sol de América, Asunción |  |

| 1 de septiembre de 2003 | Argentina | 7:4 | Uruguay | Estadio Sol de América, Asunción |  |

| 1 de septiembre de 2003 | Brasil | 8:4 | Paraguay | Estadio Sol de América, Asunción |  |

| Argentina                     |
| Campeón Argentina 1.er título |

### Tabla general
| Equipo | Equipo    | Pts | PJ | PG | PE | PP | GF | GC | Dif |
| ------ | --------- | --- | -- | -- | -- | -- | -- | -- | --- |
| 1      | Argentina | 13  | 5  | 4  | 1  | 0  | 21 | 9  | 12  |
| 2      | Brasil    | 12  | 5  | 4  | 0  | 1  | 31 | 12 | 19  |
| 3      | Paraguay  | 13  | 6  | 4  | 1  | 1  | 40 | 18 | 22  |
| 4      | Uruguay   | 6   | 6  | 2  | 0  | 4  | 21 | 30 | -9  |
| 5      | Colombia  | 3   | 2  | 1  | 0  | 1  | 8  | 7  | 1   |
| 6      | Perú      | 3   | 3  | 1  | 0  | 2  | 9  | 12 | -3  |
| 7      | Venezuela | 3   | 2  | 1  | 0  | 1  | 6  | 9  | -3  |
| 8      | Ecuador   | 0   | 2  | 0  | 0  | 2  | 6  | 11 | -5  |
| 9      | Bolivia   | 0   | 2  | 0  | 0  | 2  | 5  | 15 | -10 |
| 10     | Chile     | 0   | 3  | 0  | 0  | 3  | 6  | 30 | -24 |

Notas
     Campeón del torneo
     Subcampeón
     3.° puesto del torneo

## Clasificados alMundial de Futsal 2004
| Argentina | Brasil | Paraguay |
| Argentina | Brasil | Paraguay |
| --------- | ------ | -------- |